# Nirmatrelvir/ritonavir
Nirmatrelvir/ritonavir, pod zaščitenim imenom Paxlovid, je peroralno zdravilo za zdravljenje covida 19. Vsebuje dve učinkovini, nirmatrelvir (PF-07321332) in ritonavir, v dveh različnih tabletah.
Zdravilu je ameriška Uprava za prehrano in zdravila decembra 2021 podelila dovoljenje za izredno uporabo za zdravljenje covida 19. Istega meseca je bilo zdravilo odobreno tudi v Združenem kraljestvu, januarja 2022 pa tudi v Evropski uniji in Kanadi.
Zdravilo se uporablja pri odraslih bolnikih, ki ne potrebujejo dodatnega kisika in pri katerih obstaja povečano tveganje za napredovanje bolezni v hudo obliko. Zdravilo ni odobreno za zaščito pred izpostavitvijo, zaščito po izpostavitvi ali zdravljenje pri bolnikih, ki zaradi hude oblike covida 19 potrebujejo sprejem v bolnišnico.

## Klinična uporaba
V Evropski uniji je zdravilo odobreno za zdravljenje covida 19 pri odraslih bolnikih, ki ne potrebujejo dodatnega kisika in pri katerih obstaja povečano tveganje za napredovanje bolezni v hudo obliko.
Podatkov o učinkovitosti zdravila pri cepljenih posameznikih ter o učinkovitosti preprečevanja dolgega covida še ni na voljo (podatek za maj 2022).
V kliničnem preskušanju se je pri okoli 2 % bolnikov po prenehanju zdravljenja pojavila povratna okužba. Podobno stopnjo povratnih okužb so zabeležili tudi v skupini s placebom. Povratna okužba je lahko posledica aktivacije rezervoarjev virusa v tkivih, ki jih zdravilo ne doseže, ali pa ponovne okužbe z virusom. V primeru povratne okužbe proizvajalec predlaga ponovno uvedbo zdravila, vendar se je ameriška Uprava za prehrano in zdravila opredelila, da za ni dokazov o koristih takega ponovnega zdravljenja.
Zdravilo ne prepreči prenosa okužbe na druge osebe, ki živijo skupaj z bolnikom.

### Odmerjanje
Zdravilo je treba začeti uporabljati čim prej po diagnosticiranju covida-19 in najkasneje v petih dneh od pojava simptomov. Daje se dvakrat dnevno po tri tablete, pri čemer dve tableti vsebujeta vsaka po 150 mg nirmaltrevirja in ena tableta 100 mg ritonavirja. Po tri tablete z dvema učinkovinam se jemljejo skupaj peroralno dvakrat na dan, pet dni zapored.

### Kontraindikacije
Zdravilo z nirmatrelvirjem in ritonavirjem ni indicirano za zaščito pred izpostavitvijo, zaščito po izpostavitvi ali za uvedbo zdravljenja pri bolnikih s hudo obliko covida 19, ki potrebujejo bolnišnično zdravljenje.
Zdravilo se ne priporoča za nosečnice ter ženske, ki ne uporabljajo kontracepcije in bi lahko zanosile. Med zdravljenjem je treba prekiniti z dojenjem. Ta priporočila temeljijo na laboratorijskih raziskavah na živalih, ki kažejo, da lahko visoki odmerki zdravila vplivajo na rast ploda.
Podatkov pri ljudeh o vplivu zdravila med nosečnostjo na tveganje za nepravilnosti pri rojenem otroku, samoodsebni splav ali druge neželene izide ni na voljo. Prav tako ni podatkov o prisotnosti nirmaltrelvirja v materinem mleku, na njegov vpliv na tvorbo materinega mleka ali na dojenega otroka. Pri brejih kuncih so opazili zmanjšanje plodove telesne mase pri izpostavljenosti desetkrat večjim odmerkom zdravila, kot se uporabljajo v zdravljenju v skladu z dovoljenjem za promet z zdravilom. Prehodno zmanjšanje telesne mase so opazili tudi pri podganjih mladičih, ki so pili mleko podgan, izpostavljenim zdravilu.

### Součinkovanje z drugimi zdravili in neželeni učinki
Sočasna uporaba nirmatrelvirja/ritonavirja z nekaterimi drugimi zdravili lahko povzroči pomembno součinkovanje, ki je lahko tudi smrtno nevarno. Zdravilo je kontraindicirano pri osebah s preobčutljivostjo za katero od obeh vsebujočih učinkovin ter pri bolnikih s hudo ledvično ali jetrno boleznijo. Kontraindicirano je tudi pri bolnikih, ki prejemajo nekatera druga zdravila (na primer zdravila, ki se presnavljajo preko encimskega sistema CYP3A, saj bi lahko prišlo do nevarnega povišanja koncentracij teh zdravil v krvi, in zdravila, ki inducirajo CYP3A, saj lahko povzročijo zmanjšanje krvnih koncentracij nirmatrelvirja/ritonavirja in s tem neučinkovitost protikovidnega zdravila in potencialno odpornost virusa proti zdravilu). Sočasna uporaba nirmaltrevirja/ritonavirja povzroča součinkovanje s številnimi zdravili in včasih je potrebno prilagajanje njihovega odmerka ali skrbno spremljanje koncentracij v krvi. Mnoga od teh zdravil se pogosto uporabljajo pri bolnikih, ki imajo sicer povečano tveganje za hud potek covida 19.
Neželeni učinki zdravila Paxlovid (ne glede na vzročno povezavo) so glede na podatke iz kliničnega preskušanja 2.–3. faze med drugim disgevzija (motnje okušanja, 4,8–6 %), driska (3–3,9 %), bruhanje (1,3 %), povišan krvni tlak (1 %) in bolečine v mišicah (1 %).
Pri prevelikem odmerjanju ne obstaja specifično protisredstvo; zdravljenje prevelikega odmerjanja temelji na podporni negi, kot sta na primer spremljanje vitalnih znakov in opazovanje bolnikovega kliničnega stanja.

## Mehanizem delovanja
Nirmatrelvir je proteazni zaviralec, in sicer zavira virusno glavno proteazo MPRO in s tem zaustavi delitev virusa v celici. Ritonavir je t. i. farmakokinetični ojačevalec – učinkovina, ki zaradi zaviranja citokroma CYP 3A4 poveča koncentracijo nirmatrelvirja v serumu. Majhen odmerek ritonavirja namreč upočasni razgradnjo nirmatrelvirja in s tem omogoča, da ostane v telesu dlje časa na ravneh, ki učinkovito zavirajo  razmnoževanje virusa.

## Raziskave in razvoj
Poglavitni podatki, na podlagi katerih je ameriška Uprava za prehrano in zdravila za nirmatrelvir/ritonavir izdala dovoljenje za izredno uporabo, izhajajo iz randomiziranega, dvojno slepega, s placebom nadzorovanega kliničnega preskušanja z imenom EPIC-HR, v katerem so preizkušali zdravilo nirmatrelvir/ritonavir za zdravljenje nehospitaliziranih simptomnih odraslih bolnikov s potrjeno okužbo z virusom SARS-CoV-2. Vključeni so bili odrasli bolniki, stari 18 let ali več, z vnaprej določenimi dejavniki tveganja za razvoj hude oblike bolezni oziroma stari 60 let ali več, ne glede na prisotnost vnaprej opredeljenih kroničnih bolezni. Vključeni bolniki niso bili pred tem cepljeni s protikovidnim cepivom in niso predhodno preboleli okužbe. Primarni opazovani dogodek preskušanja je bil delež bolnikov, ki so potrebovali bolnišnično oskrbo zaradi okužbe ali so umrli zaradi kateregakoli vzroka v 28-dnevnem obdobju spremljanja. Pri bolnikih, ki so prejeli nirmatrelvir/ritonavir v prvih petih dnevih od nastopa simptomov in ki niso prejeli monoklonskih protiteles za zdravljenje covida 19, so opazili statistično značilno, za 88 % zmanjšano tveganje za sprejem v bolnišnico zaradi posledic covida 19 ali za smrtni izid kateregakoli vzroka v primerjavi s skupino bolnikov, ki je prejela placebo. V raziskavi je 1.039 preskušancev prejelo nirmatrelvir/ritonavir in 1.046 preskušancev je prejelo placebo. Med bolniki, ki so prejeli nirmatrelvir/ritonavir, jih je 0,8 % potrebovalo bolnišnično zdravljenje ali so umrli v 28-dnevnem obdobju spremljanja, v primerjavi s 6 % med prejemniki placeba.
Pfizer je začel klinični preskušanje 2.–3. faze septembra 2021. 3. fazo preskušanja so zaključili decembra 2021. 14. decembra je podjetje Pfizer objavilo, da so rezultati preskušanja pokazali zmanjšanje tveganja za potrebo po bolnišnični oskrbi in za smrt.
Učinkovitost kombinacije učinkovin nirmatrelvir/ritonavir pri preprečevanju hospitalizacije ali smrti pri odraslih bolnikih, ki zdravilo prejmejo v prvih petih dneh od nastops simptomov, je okoli 88  % (95 % IZ, 75–94  %).
V letu 2022 so začeli klinično preskušanje PANORAMIC za ugotovitev učinkovitosti zdravila nirmatrelvir/ritonavir za zdravljenje covida 19.

## Primerjava z ivermektinom
Za zdravilo nirmatrelvir/ritonavir nekateri zmotno trdijo, da gre le za na novo pakirano različico protizajedavskega zdravila ivermektin. Uporabo slednjega so nekateri spodbujali za zdravljenje covida 19. Zaradi te napačne trditve so nekateri zdravilu Paxlovid nadeli vzdevek »Pfizermectin«. Takšne trditve temeljijo na površni primerjavi mehanizma delovanja obeh zdravil in navedb, da podjetje Pfizer sodeluje pri prikrivanju učinkovitosti ivermektina. Zdravilo ivermektin bi se sicer moralo za doseganje učinkovitosti pri covidu 19 uporabljati v visokih odmerkih, ki so 10- do 20-krat višji od odmerkov, ki so varni za uporabo.